# Pål Skjønberg
Pål Skjønberg, född 20 oktober 1919 i Stavanger, död 3 februari 2014, var en norsk skådespelare och teaterregissör, son till Eugen och Henny Skjønberg och bror till Espen Skjønberg. Han var gift med skådespelerskan Elisabeth Bang.
Skjønberg var anställd vid Det Norske Teatret från 1945 till sin pensionering 1989. Han hittade tidigt fram till en modern form, och utmärkte sig särskilt som en poetisk uttolkare av roller som Jan i Tarjei Vesaas Bleikeplassen, Pål Løynum i Tore Ørjasæters Christophorus och diktaren i August Strindbergs Ett drömspel. Han har också satt sin prägel på teaterns uppsättningar av absurd dramatik, i Harold Pinters skådespel och titelrollen i Eugène Ionescos Kungen dör. I Det Norske Teatrets Ibsenuppsättningar har han spelat en rad roller. Han debuterade som sceninstruktör 1962, och hade regiuppdrag som Bleikeplassen, Olav Duuns Medmenneske och Cora Sandels Kranes konditori. Skjønberg medverkade också i ett flertal norska filmer.

## Filmografi
Enligt Internet Movie Database:
- 1946 – På kant med samhället
- 1946 – Englandsfarare
- 1953 – Skøytekongen
- 1956 – Roser til Monica
- 1957 – Smuglere i smoking
- 1957 – Stevnemøte med glemte år
- 1957 – På slaget åtte
- 1958 – Ut av mørket
- 1963 – Elskere
- 1963 – Læreren
- 1964 – Alle tiders kupp
- 1966 – Svält
- 1967 – Helene
- 1969 – Dödsleken
- 1971 – Rødblått paradis
- 1971 – Gråt, elskede mann
- 1972 – Ture Sventon, privatdetektiv
- 1973 – Kanarifuglen
- 1976 – Nitimemordet (TV-serie)
- 1976 – Oss
- 1977 – Karjolsteinen
- 1986 – Utan vittne
- 1988 – De hvite bussene
- 1991 – For dagene er onde